# Abuán
Abuán es un despoblado medieval aragonés que perteneció a la Sexma del Campo de Cella. Estaba situada en la ribera del Guadalaviar en la zona del Embalse de San Blas.

## Geografía
Según Ignacio Jordán Claudio de Asso y del Río fue un despoblado cuyo término fue repartido entre Cella, Caudé y Campillo. En Cella hay todavía una partida llamada Monte Abuán al sur del río Guadalaviar, y al norte de este río una plana llamada Carragúán (Calle de Abuán). En el archivo municipal de Cella se conservan algunos documentos que pertenecieron a esta aldea.